# Йонбьон
Йонбьон (на чосонгъл 녕변핵시설, на ханджа 寧邊核施設, правопис по системата на Маккюн-Райшауер Yongbyon) е научноизследователски център, намиращ се на територията на община Ньонбьонгун, провинция Северен Пхьонан, КНДР, на 103 километра северно от Пхенян. Това е най-големият ядрен изследователски център на Северна Корея. Население около 15 000 души.

## Оборудване
Основната инсталация за преработка на гориво и изследвания се състои от един 5-МВт реактор тип „Магнокс“, както и база за краткосрочно складиране на отработено ядрено гориво. Работата по реактора започва през 1980 и е включен през 1985, като работи непрестанно до 1994 година, когато е спрян заради рамковото споразумение. Пуснат е отново през 2003 година. Смята се, че този реактор произвежда около 5 кг плутоний на година, и Северна Корея вероятно разполага с около 50 кг плутоний.
В Йонбьон съществува и друг, по-голям реактор Магнокс, с мощност 50 МВт, който е бил предназначен за електропроизводство, но строежът му е прекратен през 1994 година. Конструкцията и материалите за това съоръжение вече са неизползваеми.
Един басейнов реактор ИРТ-2М е бил монтиран през 1963 година с помощта на СССР, но не е зареждан с гориво отдавна. Той се включва рядко, и то единствено за производството на йод-131, използван за медицински цели.
През 2010 година става известно и съществуването на (по думите на американски ядрен инспектор) „свръхмодерна инсталация за обогатяване на уран“ с между 1000 и 2000 центрофуги, както и строящ се експериментален 30-мегаватов реактор с лека вода.